# Fabienne Cardinaux
Fabienne Cardinaux (* 26. Juni 1969 in Billens) ist eine ehemalige Schweizer Fussballspielerin und heute eine Fussballtrainerin.

## Leben

### Karriere
Sie startete ihre Profi-Karriere in Österreich im Oktober 2001 mit dem USVG Großrußbach und wechselte ein Jahr später zum SV Stockerau. Dort spielte sie zwei Jahre, bevor Cardinaux sich entschloss, zum USV Leitzersdorf zu wechseln. Im Sommer 2007 kehrte sie dann zu ihrem ersten Profiverein, dem USVG Großrußbach, zurück.

### Internationale Karriere
Cardinaux war Nationalspielerin der Schweiz.

### Trainerkarriere
Seit 2004 trainiert sie die männliche U-11-Jugend ihres Vereins USVG Großrußbach und arbeitet als spielende Co-Trainerin in der ersten Damenmannschaft.

### Privates
Neben ihrer Fussballkarriere ist Cardinaux als Läuferin aktiv und lief diverse Halbmarathons.